# Luiz Roberto Salinas Fortes

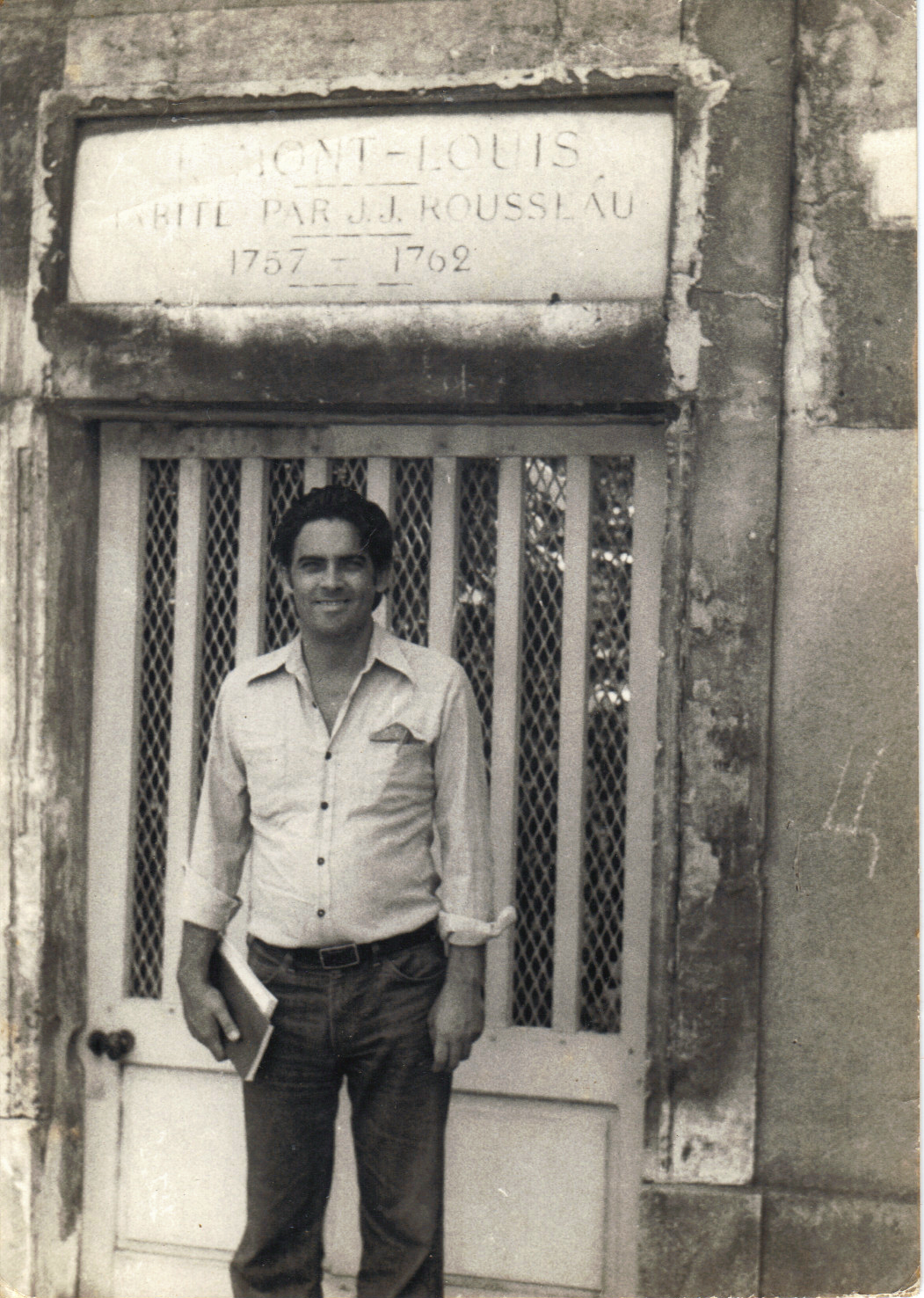
Salinas em frente à casa de Jean Jacques Rousseau.

Luiz Roberto Salinas Fortes (Araraquara, 1 de julho de 1937 - São Paulo, 4 de agosto de 1987) foi professor de filosofia da Universidade de São Paulo, escritor, tradutor, jornalista e filósofo. É conhecido especialmente por seus estudos sobre Rousseau.

## Carreira e biografia
Em meados dos anos 1950, muda-se para São Paulo para estudar na Faculdade de Direito da Universidade de São Paulo. Gradua-se em filosofia na então Faculdade de Filosofia, Ciências e Letras (FFCL), mais tarde Faculdade de Filosofia, Letras e Ciências Humanas (FFLCH), instituição na qual defende a tese de doutoramento Rousseau: da teoria à prática. Para Bento Prado, nessa tese “são resolvidos problemas clássicos da leitura de Rousseau e demonstrada a coerência de sua teoria, a despeito da aparência de contradição entre o radicalismo do Contrato e o tom algo conciliador das propostas concretas para a Polônia e para a Córsega” . 
Em 1983, obtém o título de professor livre-docente, também pela FFLCH, com a tese Paradoxo do espetáculo, na qual continua seus estudos da obra política de Rousseau e realça a “importância da ideia de 'teatro' e 'encenação' (a não ser confundida com a mera 'representação') na ética e na política de Rousseau: é preciso algo como um cenário material disposto com sabedoria, para reconduzir a alma à virtude (o 'materialismo do sábio') e a cidade à justiça (a festa política que deve substituir o teatro existente no mundo moderno, e que estava ainda embutida na tragédia grega)”.
Salinas foi preso diversas vezes e torturado durante a ditadura militar. Experiências que ele tenta “exorcizar” em seu confessional Retrato Calado: “Assim também, entre aquelas quatro paredes encardidas da sala minúscula, a cada fisgada elétrica vai-se tecendo a argumentação virulenta cuja eficácia faz desabar as ilusões que ainda nutríamos sobre a realidade nacional; a socrática representação desmorona, as entranhas do regime se entremostram, pulverizando os malabarismos ideológicos dominantes. Os herdeiros de Trasímaco, filósofos de um novo tipo, fazem funcionar, de maneira até então insuspeitada pela nossa ingenuidade, apesar dos compêndios marxistas devorados, os torpes mecanismos do poder”.
Faleceu vítima de um ataque cardíaco. “Foi uma pena ter-se acabado tão cedo esse homem reto na sua dignidade angustiada, de que dá testemunho Retrato Calado (...). Luiz Roberto parecia haver-se finalmente conciliado consigo mesmo. Mas, ironicamente, a recompensa do longo esforço para se encontrar foi a morte”.
Passou a ser o patrono da cadeira número 32 da Academia Araraquarense de Letras, ocupada por Marlene Theodoro Polito.

## Obras
- Rousseau: da teoria à prática, Editora Ática, 1976
- O iluminismo e os reis filósofos, Editora Brasiliense, 1981
- O paradoxo do espetáculo: política e poética em Rousseau, Discurso Editorial, 1997.
- Rousseau: o bom selvagem, Discurso Editorial, 2007.
- Retrato Calado, Editora Marco Zero, 1988.

### Traduções
- Sartre, J.-P. Sartre no Brasil: a conferência de Araraquara. Rio de Janeiro: Paz e Terra; Ed. da Unesp, 1986.
- Deleuze, G. Lógica do sentido. São Paulo: Perspectiva, 1974.
- Lebrun, G. Blaise Pascal. São Paulo: Brasiliense, 1983.

### Artigos
- “Rousseau: entre o bem dizer e o bem fazer” in   Revista Discurso, 5, São Paulo, 1974
- “O engano do povo inglês”. in Revista Discurso, 8, 1978.
- “Dos jogos do teatro ao pensamento pedagógico e político de Rousseau”. in Revista Discurso, 10, 1979.
- “Rousseau, o teatro, a festa e Narciso”. in Revista Discurso, 17, 1988.